# Ford 77-81
Le Ford 77-81 « nez de baril » était un camion construit dans plusieurs pays dans le monde souvent appelé simplement "Ford 77-81". Des versions pick-up et fourgon étaient aussi commercialisées.

## Histoire
Ce camion était dérivé de la voiture Ford V8 de 1934 et remplaçait le Ford Model BB. En Allemagne, sous le IIIe Reich, il a remplacé le modèle Ford V8-51. Le Ford «Barrel Nose» a été produit au Royaume-Uni par Ford Britain à partir de 1934 et commercialisé sous le nom de "Fordson E88" avec conduite à droite. La version allemande était aussi produite par Matford en France et par Ford-Vairogs (de) à Riga en Lettonie.
Chez Ford USA, le remplaçant du Ford « Barrel Nose » fut le Ford Série F 1re génération et, chez Ford Britain, le "Fordson Thames 7V", produit depuis 1937.

## Les versions pour la Wehrmacht: G917T, G987T, G987TG & G997T
Afin de réduire le nombre de types de camions, comme l'avait fait l'Italie en juillet 1937, la Wehrmacht a imposé le plan Schell (de) pour standardiser la production de camions dans le Reich allemand à partir du 1er janvier 1940. L'objectif était d'utiliser plus efficacement les ressources de guerre grâce à la standardisation des composants pour simplifier les approvisionnements et les réparations, en particulier pour les matériels des troupes au front. Le résultat a été le camion standard de 3 tonnes.
Au début de son application, le plan Schell n'a, "officiellement", passé aucune commande pour la Wehrmacht à Ford car l'usine n'était pas considérée comme "purement allemande". Les choses ont changé après décembre 1941, lorsque l'Allemagne a déclaré la guerre aux États-Unis.
En théorie, tous les modèles Ford étaient identiques dans tous les pays mais, la version allemande se distinguait par son pare-brise unique (non divisé comme sur le modèle original). Ces camions et camionnettes ont été construits pour la Wehrmacht dans l'usine de Cologne de 1939 à 1942 sous les noms G917T, G987T, G987TG et G997T. Ils faisaient partie de la famille "Ford Wehrmachts -Lkw" dont les codes types utilisés par la Wehrmacht étaient :
- G997T : 1939-1941 - moteur essence V8 3,6 litres soupapes latérales  75 à 90 ch - 19 158 exemplaires,
- G917T : 1939-1941 - moteur essence V8 3,9 litres soupapes latérales 95 ch - 6.041 exemplaires,
- G987T : 1941-1942 - moteur essence 4 cylindres 3,2 litres type BB 52 ch,
- G087TG : 1939-1941 - moteur essence 4 cylindres 3,2 litres type BB, version civile avec gazogène.

Ces camions étaient fondamentalement identiques aux modèles américains et anglais «barrel nose» (nez de baril) de 1938. Le Fordson 88, identique mais avec la conduite à droite, a été produit par Ford Britain, Matford en France et Ford-Vairogs (de) en Lettonie. Les caractéristiques de la version allemande étaient le pare-brise non divisé et la calandre avec une seule baguette centrale verticale.
La désignation du type est composée comme suit,, :
- 1er caractère : G pour Germany (Allemagne en anglais),
- 2e caractère : 9 - année modèle 1939 (0 = 1940 ; 1 = 1941 ; 2 = 1942),
- 3e caractère : code moteur 1 pour 3,6 litres, 9 pour 3,9 litres et 8 pour 3,2 litres,
- 4e caractère : longueur d'empattement au-delà du standard de 3404 mm soit 7 pour 3988 mm (1939), 8 pour 4013 mm (Depuis 1940), 5 pour 4699 mm (Bus) et 1 pour 4851 mm,
- 5e caractère : T - Truck (Camion)
- 6e caractère (si nécessaire) : G - Gazogène / W - Cabine au-dessus du moteur.

Même après que l'Allemagne ait déclaré la guerre aux États-Unis en décembre 1941, Ford-Werke AG a poursuivi la production du camion mais, en 1942, la production du Ford 77-81 (" Barrel-Nose-Truck ") a dû être abandonnée en raison d'un manque de pièces provenant des États-Unis.

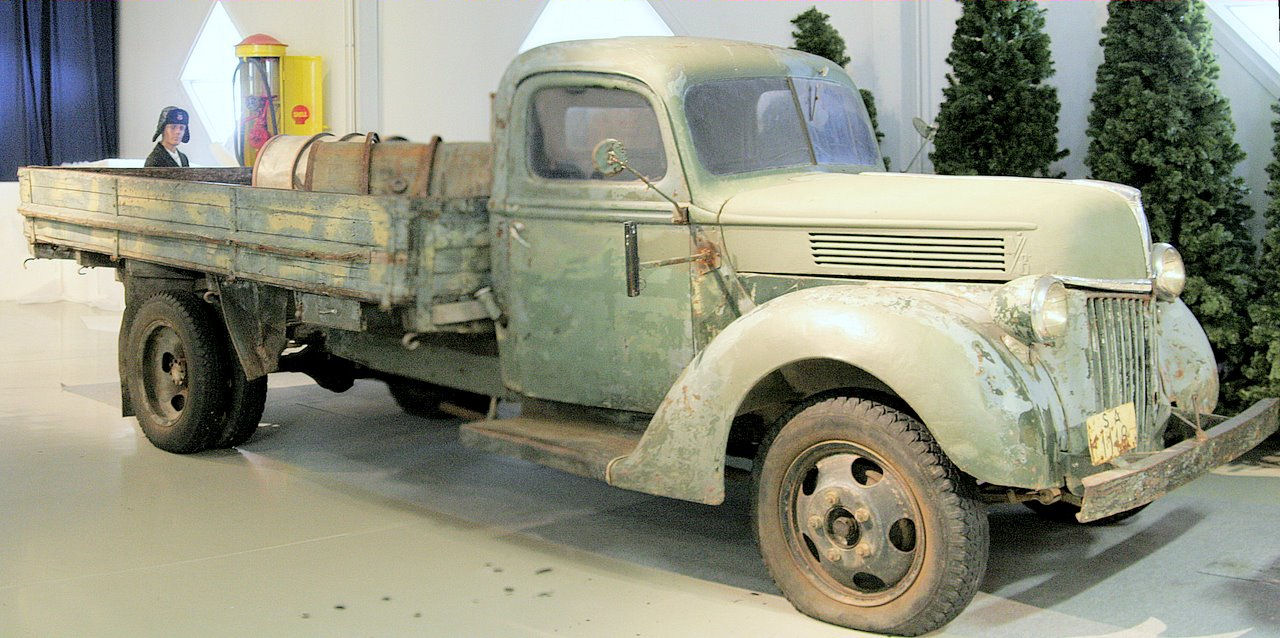
Camion Ford 099T V8

Ford s'est alors vu imposer la construction d'un camion de 3 tonnes de charge utile, connu sous la dénomination B/V-3000, clone du Ford V8 américain.

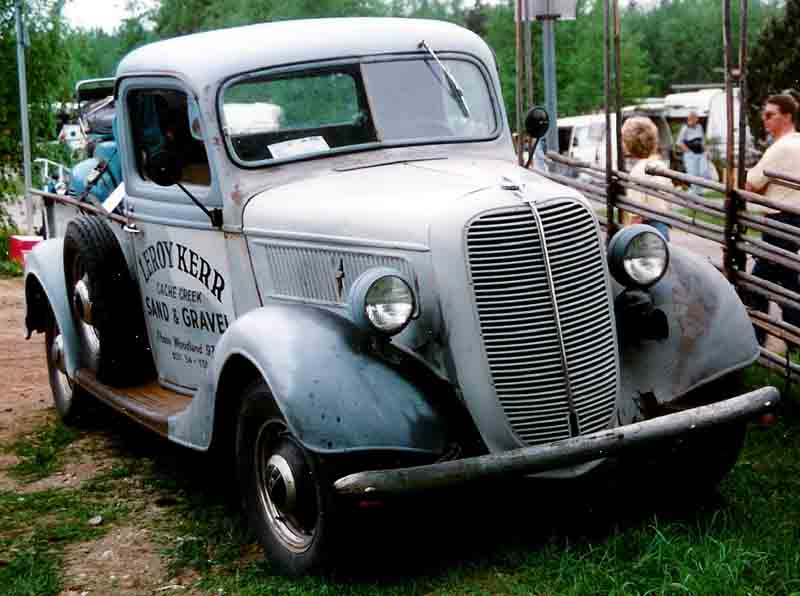
Ford Model 77 Pick-up
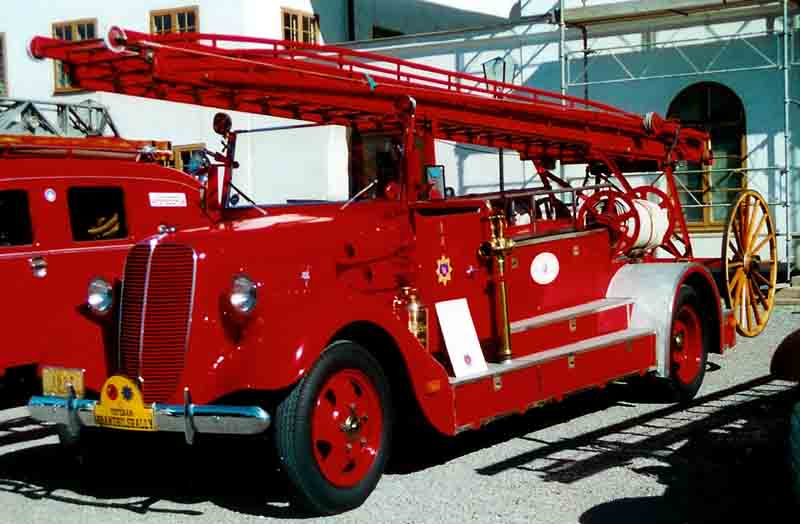
Ford Model 79 - Pompiers en Suède (1937)
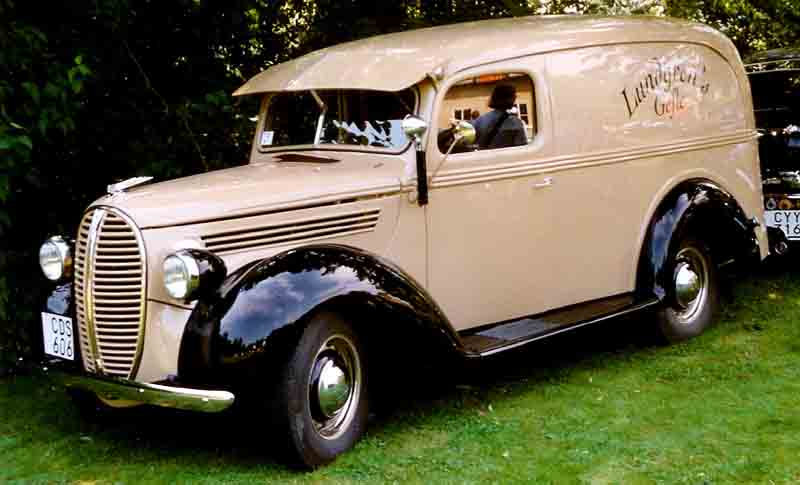
Fourgon Ford Model 81C (1938)
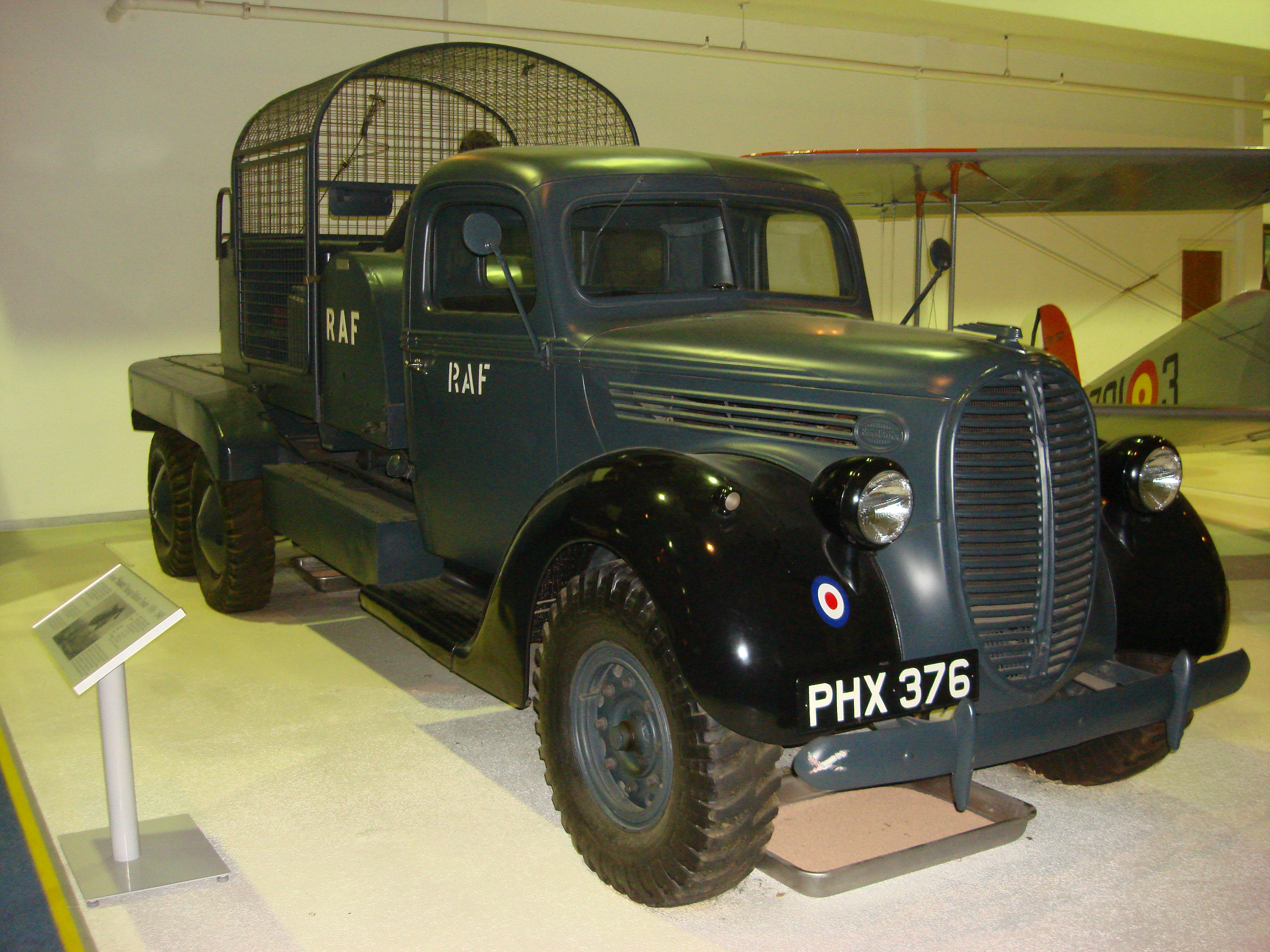
Fordson E88
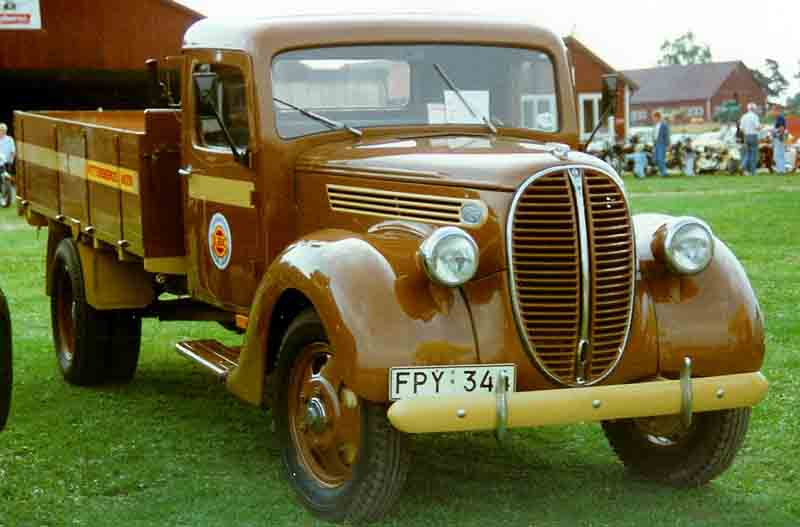
G917T version civile
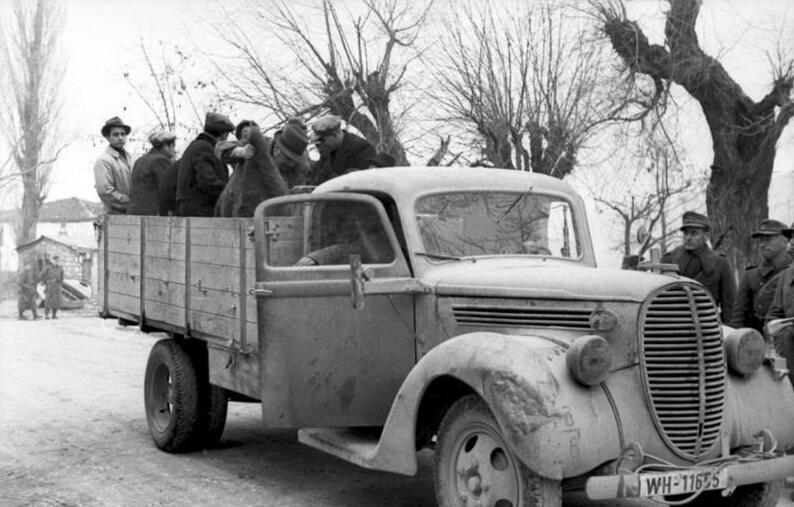
G917T utilisé par la Wehrmacht pour la déportation des Juifs
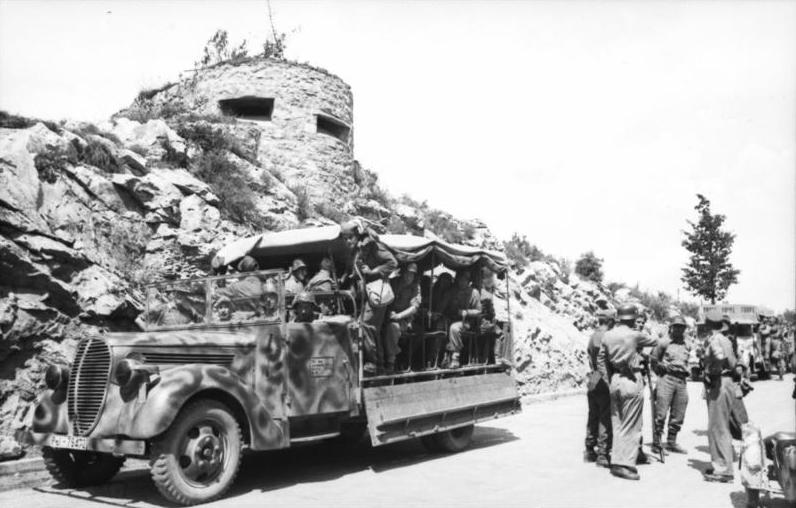
Ford G917T en Yougoslavie (1943)

### Marchés extérieurs et variantes
Les types Wehrmacht G917T et G997T étaient parfaitement identiques de l'extérieur.
1 500 exemplaires ont été assemblés chez MAVAG à Budapest Hongrie équipés de la traction intégrale  Marmon-Herrington (4x4) pour l'armée hongroise. L'armée hongroise a également commandé 1 000 camions à Ford à Cologne. L'armée danoise a acquis 820 exemplaires à quatre roues motrices.
Une version autobus du G987 de 25 places alimenté par gazogène à bois Imbert à l'arrière a été construite sur un châssis surbaissé. L'autobus disposait d'une carrosserie autoportante avec une ossature treillis légère. Les parois latérales étaient constituées de panneaux de contreplaqué Delignit collés avec de la résine synthétique